# 九字
九字（くじ）は、道家により呪力を持つとされた9つの漢字。
西晋と東晋の葛洪が著した『抱朴子』内篇巻17「登渉篇」に、抱朴子が「入山宜知六甲秘祝 祝曰 臨兵鬥者 皆陣列前行 凡九字 常當密祝之 無所不辟 要道不煩 此之謂也」と入山時に唱えるべき「六甲秘祝」として、「臨兵鬥者皆陣列前行」があると言った、と記されており、以後古代中国の道家によって行われた。これが日本に伝えられ、修験道、陰陽道等で主に護身のための呪文として行われた。詳しくは種類を参照のこと。この文句を唱えながら、手で印を結ぶか指を剣になぞらえて空中に線を描くことで、災いから身を守ると信じられてきた。ただし『抱朴子』の中では、手印や四縦五横に切るといった所作は見られないため、所作自体は後世の付加物であるとされる（九字護身法）。また、十字といって、九字の後に一文字の漢字を加えて効果を一点に特化させるのもある。一文字の漢字は特化させたい効果によって異なる。

## 種類
臨兵闘者 皆陣列前行
読みはりん・ぴょう（びょう）・とう・しゃ（じゃ）・かい・じん・れつ・ぜん・ぎょう。意味は「臨む兵よ、闘う者よ、皆　陣列べて（ねて）前を行け」。九字の元祖で、人によっては最も強力な九字とされる。
臨兵闘者 皆陣列在前
読みはりん・ぴょう（びょう）・とう・しゃ（じゃ）・かい・じん・れつ・ざい・ぜん。意味は「臨む兵よ、闘う者よ、皆　陣列べて（ねて）前に在れ」。
臨兵闘者 皆陣烈（裂）在前
読みはりん・ぴょう（びょう）・とう・しゃ（じゃ）・かい・じん・れつ・ざい・ぜん。意味は「臨む兵よ、闘う者よ、皆　陣烈（裂）れて（きて）前に在れ」。
臨兵闘者 皆陳列在前
読みはりん・ぴょう（びょう）・とう・しゃ（じゃ）・かい・ちん（じん）・れつ・ざい・ぜん。意味は「臨む兵よ、闘う者よ、皆　陳列べて（ねて）前に在れ」。
天元行躰神変神通力
読みはてん・げん・ぎょう・たい・しん・ぺん・じん・つう・りき。
朱雀・玄武・白虎・勾陣（陳）・帝久（帝公、帝正、帝台、帝后、帝禹）・文王・三台・玉女・青龍
読みはすざく・げんぶ・びゃっこ・こうちん・ていきゅう・ぶんおう・さんたい・ぎょくにょ・せいりゅう。初出は鎌倉時代の反閇について書かれた文献。この文献では帝の後の一文字が読めないため、あらゆる仮説が出されている。土御門家が用いる。
青龍・白虎・朱雀・玄武・勾陳・帝台・文王・三台・玉女
陰陽道が九字を取り入れた際に字を四神、神人、星神の名に置き換えたもの。
青龍・白虎・朱雀・玄武・勾陳（空陳、空珍）・南斗（南儒）・北斗・三台（三態）・玉女（玉如）
読みはせいりゅう・びゃっこ・すざく・げんぶ・くうちん・なんじゅ・ほくと・さんたい（さんだい）・ぎょくにょ。中国で用いられ、日本にも伝えられた。
令百由旬内 無諸衰患
読みはりょう・ひゃく・ゆ・じゅん・ない・む・しょ・すい・げん。読み下しは、「百由旬の内に諸の衰患無からしむ」。由旬は古代インドでの単位で、一由旬で牛車の一日分の行程を表わす。初出は法華経陀羅尼品第二十六。病魔等を払う九字として紹介される。
阿耨多羅 三藐三菩提
読みはあ・のく・た・ら・さん・みゃく・さん・ぼ・だい。大乗仏教が悟りを定める文、Anuttara samyaksaMbodhiに当てた字群。三を二回使っているため、これを九字とするのには異議が唱えられている。